# ワーデル・カゼア
ワーデル・カゼア（Wardell Quezergue, 1930年3月12日 - 2011年9月6日）は、米国の作曲家、編曲者、プロデューサー、指揮者、バンドリーダー。ニューオーリンズのミュージシャンの間で、「クレオールのベートーベン」として知られた。

## 来歴
1940年代後半、デイヴ・バーソロミュー楽団で活動。続く朝鮮戦争における軍隊所属ミュージシャンとしての経歴を経て、50年代半ばにロイヤル・デュークス・オヴ・リズムで、自身の活動を開始する。また、彼はプロフェッサー・ロングヘア、ファッツ・ドミノら、ニューオーリンズの大物ミュージシャン達の編曲者としても活躍するようになった。
1963年にノーラ・レコードを設立。同レーベルからは、ロバート・パーカーの「Barefootin'」がR&Bチャート2位のヒットを記録した他、エディー・ボー、ウィリー・ティー、スモーキー・ジョンソンらがレコードをリリースした。のちにカゼアはマラコ・レコードとプロダクション契約を締結し、同レーベルのスタジオにてキング・フロイドの「Groove Me」、ジーン・ナイトの「ミスター・ビッグ・スタッフ」などをレコーディングする。スタックス、アトランティックらの大手レーベルが、当初これらの楽曲に興味を示さなかったため、前者についてはマラコ傘下のチミニーヴィル・レーベルでリリース、そして後者は最終的にスタックスがリリースすることに同意した。共に全米的なヒットとなっている。
これらの実績から、70年代にはカゼアの編曲者として評価は高まり、またマラコ・スタジオも人気のスタジオとなった。同スタジオを使ったアーティストには、ポール・サイモン、ウィリー・ネルソン、B.B.キングらがいる。
カゼアは、ドクター・ジョンの1992年のグラミー賞受賞作品、「Going Back To New Orleans」のプロデューサー、編曲者を務めた。既にクラシック音楽の作曲家、指揮者としての評価も得ていた彼だが、2000年には自身の朝鮮戦争における経験を基にした作品、「A Creole Mass」を発表した。
2005年、法律上の盲人となっていた彼はハリケーン・カトリーナで被災し、財産のほとんどを失ってしまった。翌年の7月30日、ドクター・ジョンが呼びかけ、R.E.M.のマイク・ミルズが支援する形で、カゼアへのベネフィット・コンサートがシカゴで開催された。
2011年9月6日、うっ血性心不全のため死去。 81歳没。